# Prospero Frescobaldi
Prospero Frescobaldi ist als fiktiver italienischer Maler, Musiker und Architekt der zentrale Protagonist in dem 1787 publizierten Roman Ardinghello und die glückseligen Inseln Wilhelm Heinses.
Prospero Frescobaldi stammt bei Heinse von den toskanischen Adelsfamilien der Frescobaldi und Albizzi ab. Im Roman ist er Schüler von Giorgio Vasari, verlässt früh seine Vaterstadt und zieht nach Venedig, wo er die Werke Tizians studiert und sich mit Paolo Veronese anfreundet. In Venedig erhält er auch seinen Beinamen Ardinghello, der dem Roman den Titel verleiht. Nach einer tödlichen Auseinandersetzung flüchtet er später nach Genua und lässt sich danach wieder in Florenz nieder, wo er 1574 in die Dienste von Großherzog Francesco I. de’ Medici tritt und als Architekt und als Verwalter der fürstlichen Kunstsammlungen in den Uffizien tätig ist.

## Trivia
Laut eigener Aussage legte der Kunstwissenschaftler Matthias Oberli den Wikipedia-Artikel zu Prospero Frescobaldi im Jahr 2010 experimentell und absichtlich fehlerhaft als Eintrag zu einem historischen Künstler an, um zu untersuchen, wie die Enzyklopädie mit der fehlerhaften Kategorisierung umgeht. 2016 publizierte er sein Vorgehen und die Beobachtung der Versionsgeschichte in einem Aufsatz. Darin kritisiert Oberli eine fehlende sachlich-inhaltliche Kontrolle durch Wikipedia-Autoren (etwa die Überprüfung, ob Frescobaldi in Standardwerken wie dem Allgemeinen Lexikon der Bildenden Künstler von der Antike bis zur Gegenwart verzeichnet sei), die Konzentration auf editoriale Verbesserungen und eine zu leichtfertige Freigabe des Artikels zu dem fiktiven Künstler, der sich in den Folgejahren durch weitere Verschlagwortungen und eigenständige Ergänzungen anderer Wikipedia-Autoren verselbstständigt habe.